# Alicia Kowaltowski
Alicia Juliana Kowaltowski (Campinas, 2 de abril de 1974) é uma bioquímica, pesquisadora e professora universitária brasileira. 
Membro titular da Academia Brasileira de Ciências, professora titular do Instituto de Química da Universidade de São Paulo e responsável pelo Laboratório de Metabolismo Energético do Instituto de Química, Alicia é autora do livro O que é metabolismo?: Como Nossos Corpos Transformam o que Comemos no que Somos (Oficina de Textos, 2015).
Filha de dois professores e pesquisadores da Universidade de Campinas (Unicamp), Alicia cresceu no campus da univerisdade, tendo a curiosidade científica sendo impulsionada desde criança, quando ganhou kits de química e microscópios de presente. Formada no curso técnico em química pela Escola Técnica Estadual Conselheiro Antônio Prado, em Campinas, Alicia ingressou no curso de medicina da Unicamp, onde já trabalhava, desde a iniciação científica, sob orientação do Anibal Eugenio Vercesi, com metabolismo e bioenergética mitocondrial.
Defendeu o doutorado sob a orientação de Anibal em 1999 e ingressou como docente na Universidade de São Paulo em 2000, pelo Instituto de Química, onde é responsável pelo Laboratório de Metabolismo Energético.

Alicia ganhou o prêmio Capes-Elsevier em 2004 por sua atuação destacada em pesquisa e educação Em 2006 ela recebeu uma Bolsa Guggenheim por sua atuação na área da Biologia Molecular e Celular na América Latina e em 2024 foi agraciada com o Prêmio L'Oréal-UNESCO para mulheres em ciência como representante da América Latina e Caribe.